# Rodrigo Lacerda Ramos
Rodrigo Lacerda Ramos (sinh ngày 6 tháng 10 năm 1980) là một cầu thủ bóng đá người Brasil.

## Sự nghiệp câu lạc bộ
Rodrigo Lacerda Ramos đã từng chơi cho Júbilo Iwata.

## Thống kê câu lạc bộ

### J.League
| Đội          | Năm       | J.League | J.League | J.League Cup | J.League Cup | Tổng cộng | Tổng cộng |
| Đội          | Năm       | Trận     | Bàn      | Trận         | Bàn          | Trận      | Bàn       |
| ------------ | --------- | -------- | -------- | ------------ | ------------ | --------- | --------- |
| Júbilo Iwata | 2008      | 15       | 1        | 0            | 0            | 15        | 1         |
| Júbilo Iwata | 2009      | 12       | 0        | 3            | 0            | 15        | 0         |
| Tổng cộng    | Tổng cộng | 27       | 1        | 3            | 0            | 30        | 1         |